# Abana (stad)
Abana is de hoofdstad (İlçe Merkezi) van het gelijknamige district in de provincie Kastamonu in het noorden Turkije. De plaats telt 2.889 inwoners (2012).
De bevolkingsontwikkeling van Abana is weergegeven in onderstaande tabel.
| 2009  | 2010  | 2011  | 2012  |
| ----- | ----- | ----- | ----- |
| 2.947 | 2.872 | 2.813 | 2.889 |